# Eutettix lurida
Eutettix lurida är en insektsart som beskrevs av Van Duzee 1890. Eutettix lurida ingår i släktet Eutettix och familjen dvärgstritar. Inga underarter finns listade i Catalogue of Life.